# Фернан Сев
Фернан Сев (24 травня 1900 — 21 квітня 1981) — бельгійський велогонщик.
Срібний призер Олімпійських Ігор 1924 року в роздільній командній гонці, бронзовий призер 1924 року в командній гонці переслідування.